# 指宿のたまて箱
指宿のたまて箱（いぶすきのたまてばこ）は、九州旅客鉄道（JR九州）が指宿枕崎線の鹿児島中央駅 - 指宿駅間で運行している特急列車である。公式略称は「いぶたま」。
本項では、指宿枕崎線で運転されていた優等列車の沿革および、快速「なのはな」についても記述する。

## 指宿のたまて箱

### 概要
JR九州は新幹線の開業効果を沿線外にも広めるため観光列車の新設を行っており、「指宿のたまて箱」も2011年（平成23年）3月12日の九州新幹線（鹿児島ルート）の全線開業にともなって翌13日 から運転を開始した。特別快速「なのはなDX」を置き換えて、指宿枕崎線では初めての定期特急列車の運転となった。
なお、当列車は日本最南端の特急列車でもある。
- 平日昼に指宿駅を発着する列車では、指宿市役所職員の有志が沿線や駅ホームに立ち、手を振って歓迎する光景がみられる[4][5][6]。

#### 列車名の由来
薩摩半島の最南端にある長崎鼻一帯に伝わる浦島太郎伝説の玉手箱にちなんでおり、「いぶたま」の愛称で運転される。

### 運行概況
日中3往復運行されている。所要時間は約55分で前身の「なのはなDX」とほぼ同じ。
全席指定席となっている。
列車は2両運転時は車掌の乗務しないワンマン運転で、客室乗務員が乗務し検札や車内販売・観光案内などを行う。3両運転時には車掌が乗務する。
指宿駅 - 枕崎駅間は運行していない。

#### 停車駅
鹿児島中央駅 - 指宿駅
- 特別快速「なのはなDX」の代替であるものの、途中の停車駅は喜入駅のみに削減されていたが、2024年(令和6年)の3月16日のダイヤ改正より喜入駅が通過となりノンストップ運転となる[8]。

#### 使用車両
通常は2両編成で、キハ47形気動車の改造車（キハ47 8060・キハ47 9079）で運転されている。土・日・祝日や連休などの繁忙期には1両増結（キハ140 2066）して3両編成で運行される。また、地方交通線である指宿枕崎線の軌道の不整によるレールの継目落ちが原因で発生する上下振動を低減するため、減衰力制御弁付きの可変減衰上下動ダンパを初めて採用しており、台車の枕ばね（コイルばね）に平行して取付けられていた、従来の上下動オイルダンパと交換する形で装備されており、車体には4つの加速度センサーと制御装置を搭載して、加速度センサーにより検知された上下振動加速度を元に制御装置が減衰力指令値を計算し、可変減衰上下動ダンパにその指令値を送り減衰力を可変させることで上下振動を抑制している。
デザインは水戸岡鋭治。小倉工場で約1億6000万円をかけて改造された。外部塗装は海側（下り方向に向かって左側）側面と前面の海側半分が白色、山側（下り方向に向かって右側）側面と前面の山側半分が黒色。
車内は2人掛けフリーストップ式回転リクライニングシート、大型のテーブルが設置された4人用のコンパートメント席・ソファー席・海側の窓側を向いた1人掛け席が用意されており、座席の種類はバラエティに富んだものになっている。このほかにも子供用に海側を向いたキッズチェアが用意されており、その後ろには保護者が見守るためのソファー席が用意されているが、これらはフリースペース設備の一部なので、マルスによる座席番号の割り当てはない。また浦島太郎伝説にちなみ、ドアが開いた際には玉手箱の煙に見立てたミストが連結面寄りの噴出口より噴射される。
車両検査時は「はやとの風」で運用されている車両を使用する場合もあった
が2012年（平成24年）3月19日からは元「はやとの風」用のキハ140 2066が塗装変更およびミスト装置の取り付け、座席モケットをいぶたま仕様の柄に取替え、車両中央の展望スペースの山側部分に海側を向いたソファーシートに交換、各座席にガラス製のドリンクホルダーを設置する改造が施され、予備車・増結車として加わっている。
また、専用車両の検査の際は1両ずつ検査に出し、残った1両と予備車両（キハ140 2066）で運行される。このため、専用編成が検査に出ている時期は土日であっても2両で運行される場合がある。また、予備車両は「はやとの風」の予備車両としても使用されるため、「はやとの風」の車両が検査に出ている時期も常時2両編成で運行される。

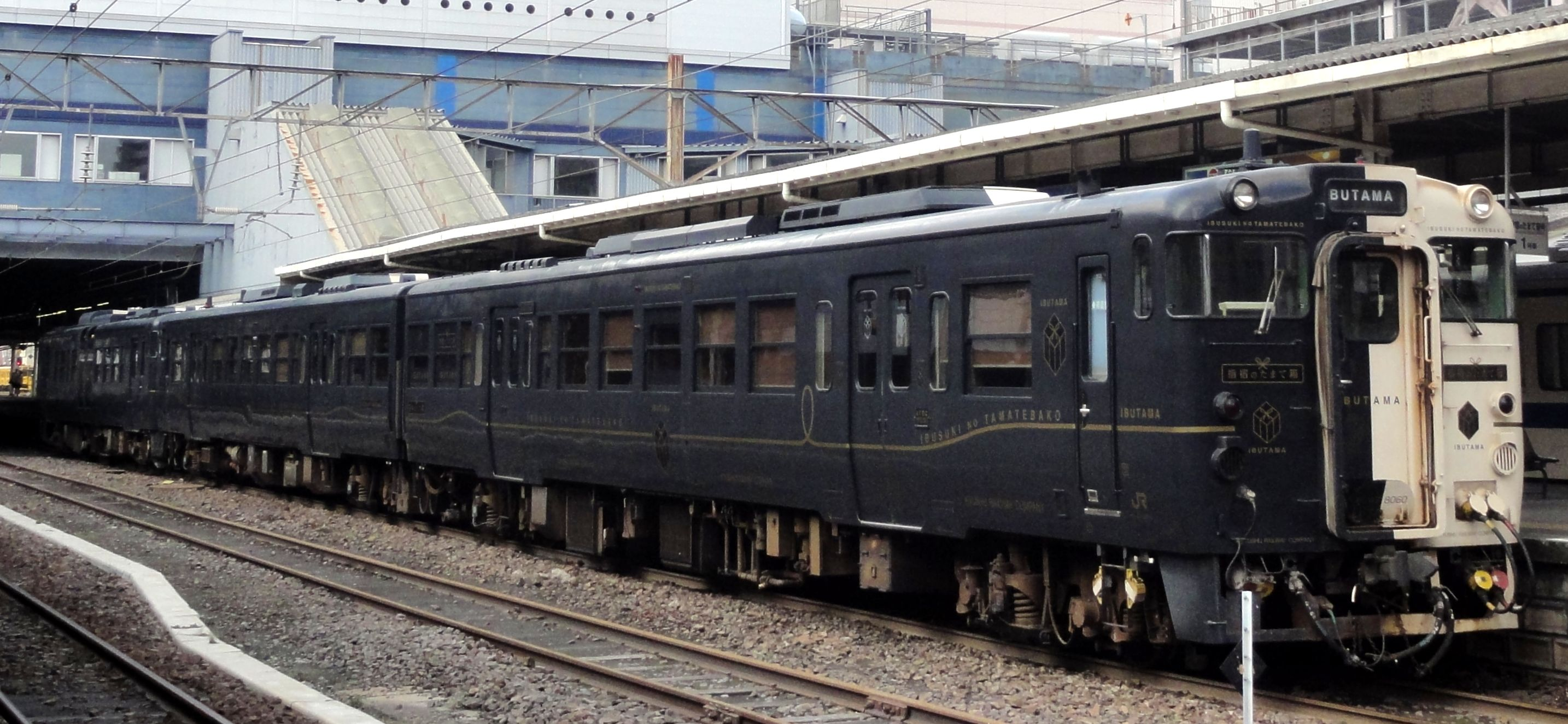
外観
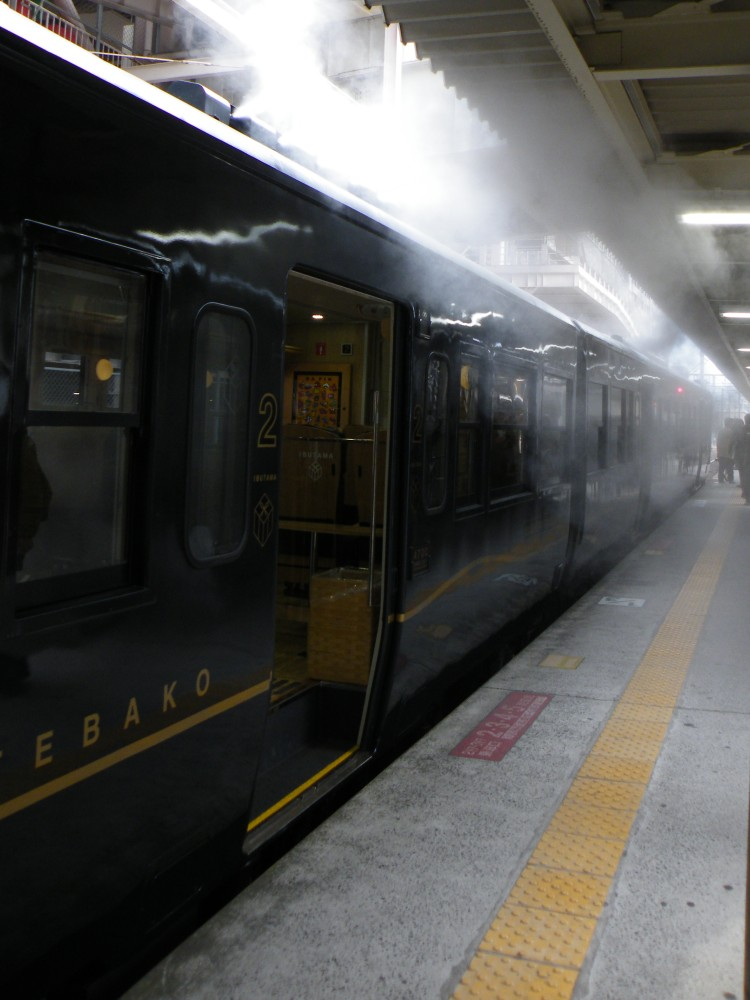
ミスト噴射中
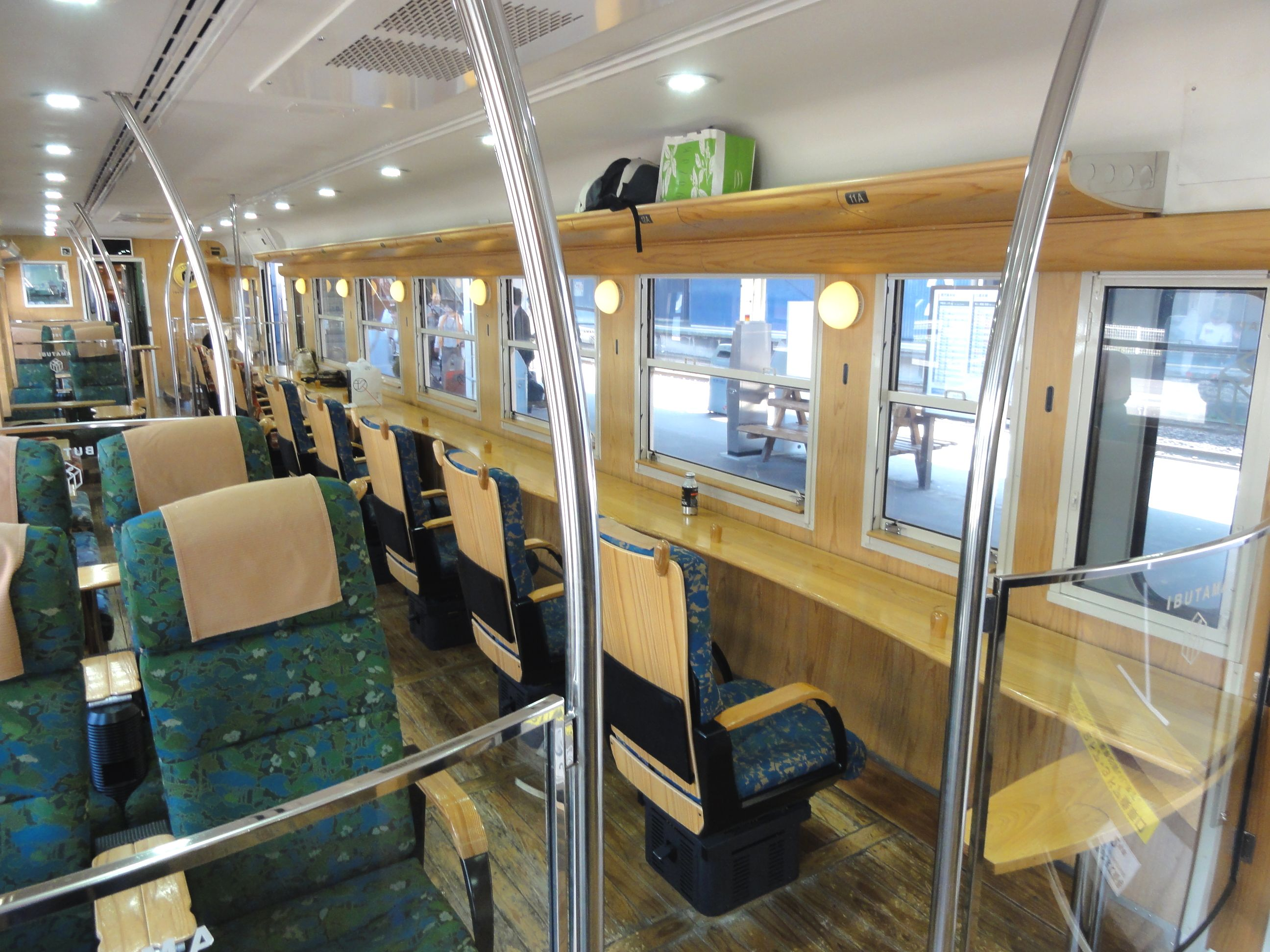
海側の窓側を向いた座席
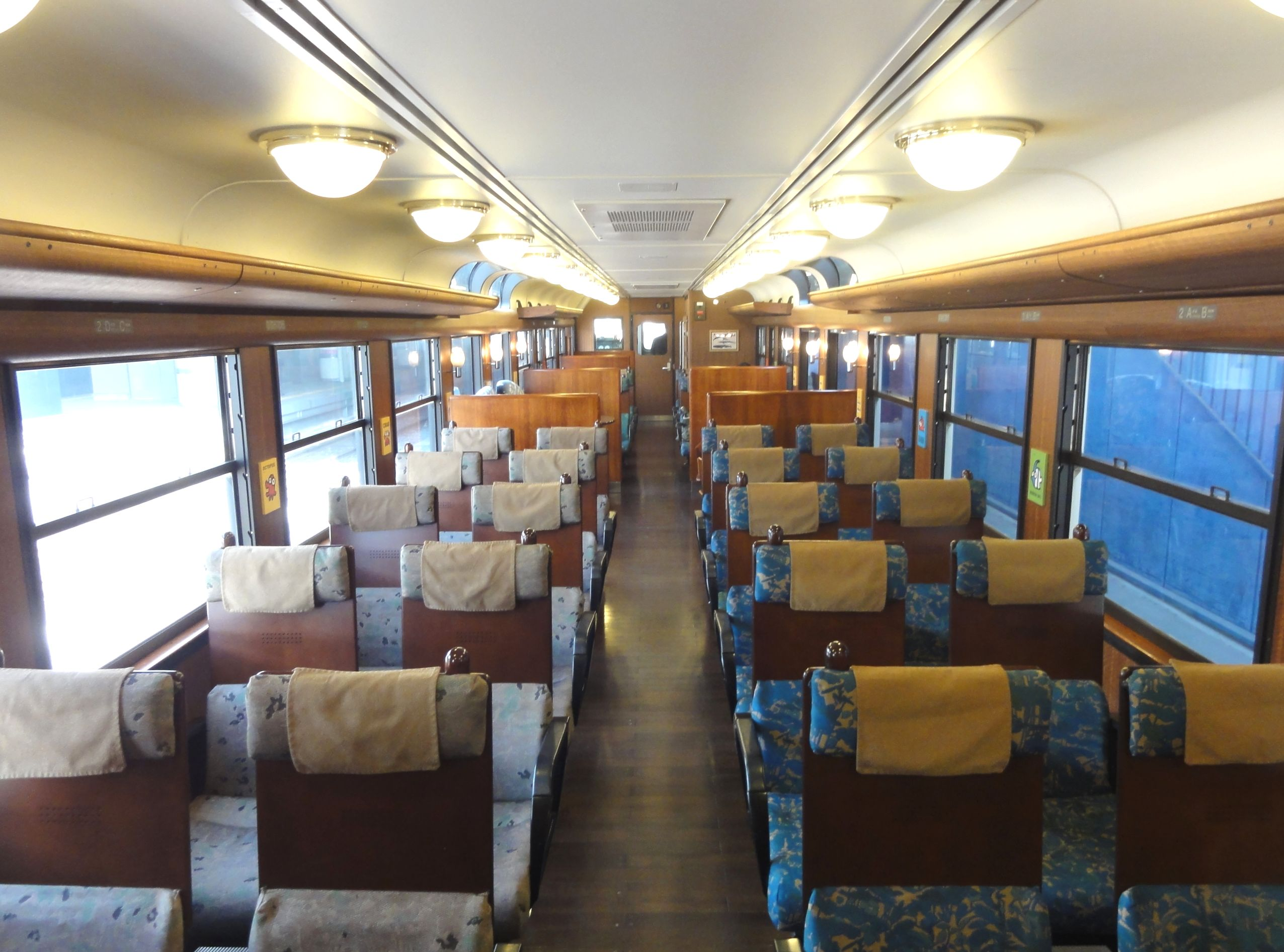
2人掛け座席
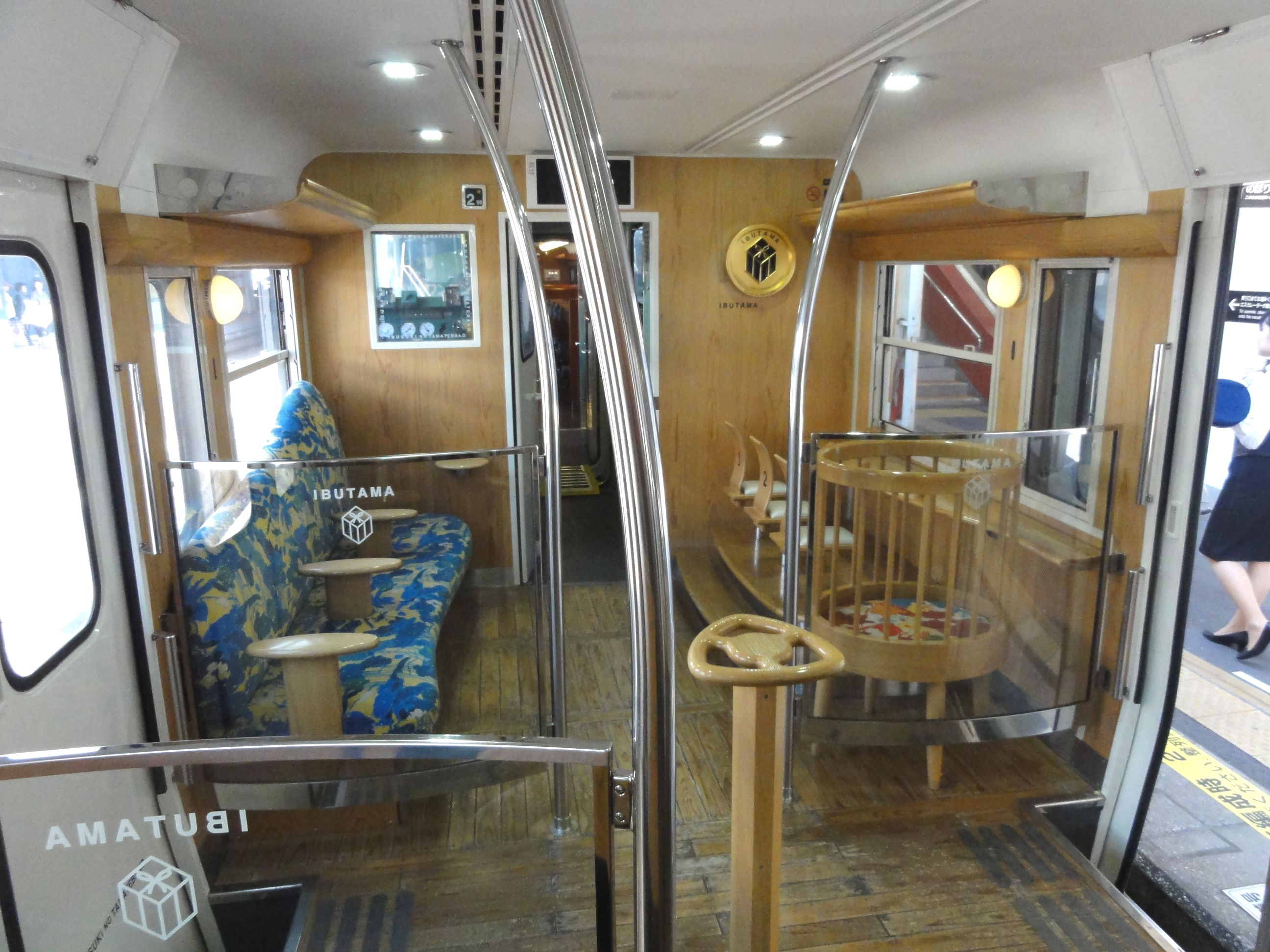
キッズチェア・ソファー席
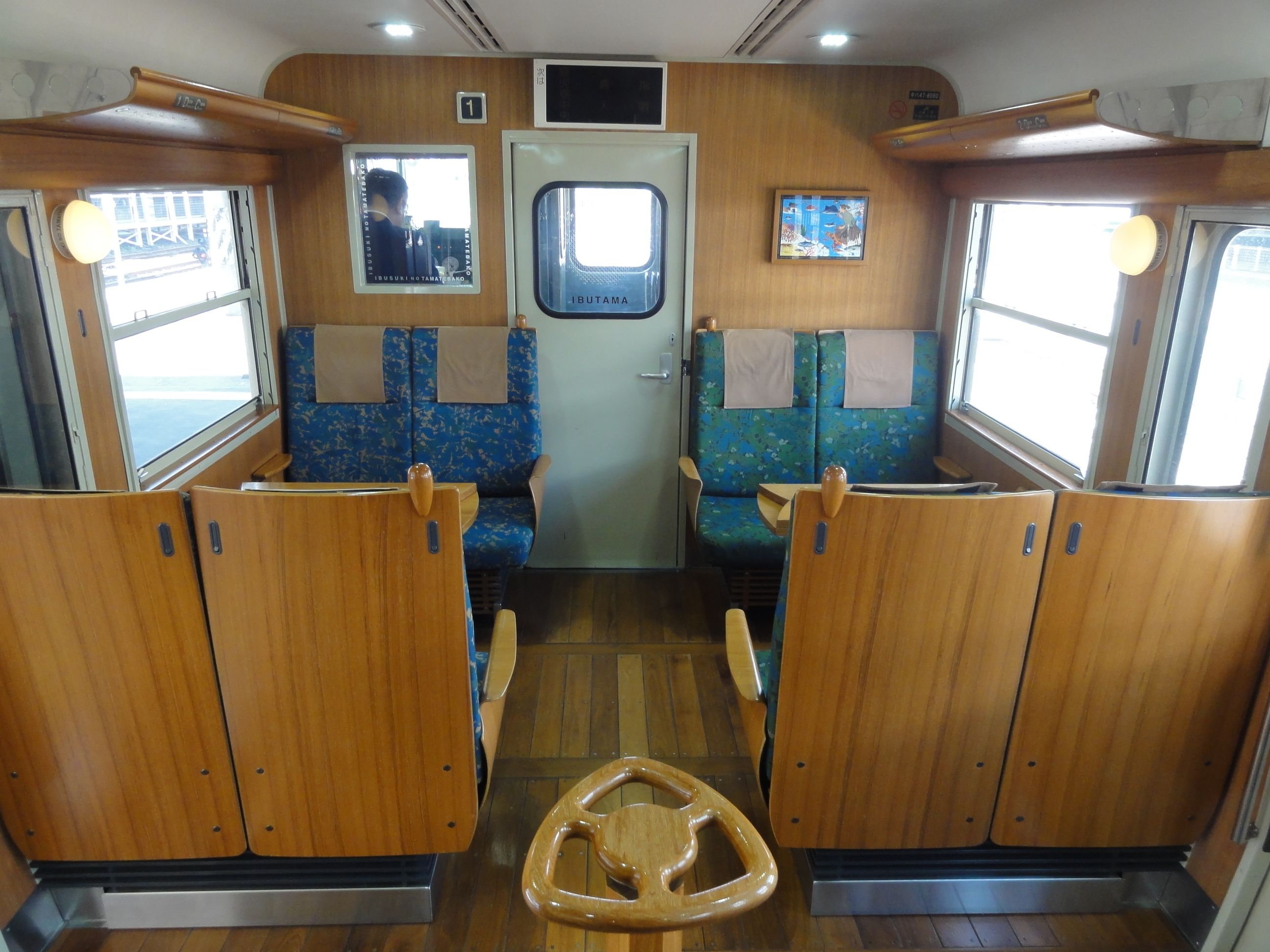
コンパートメント席
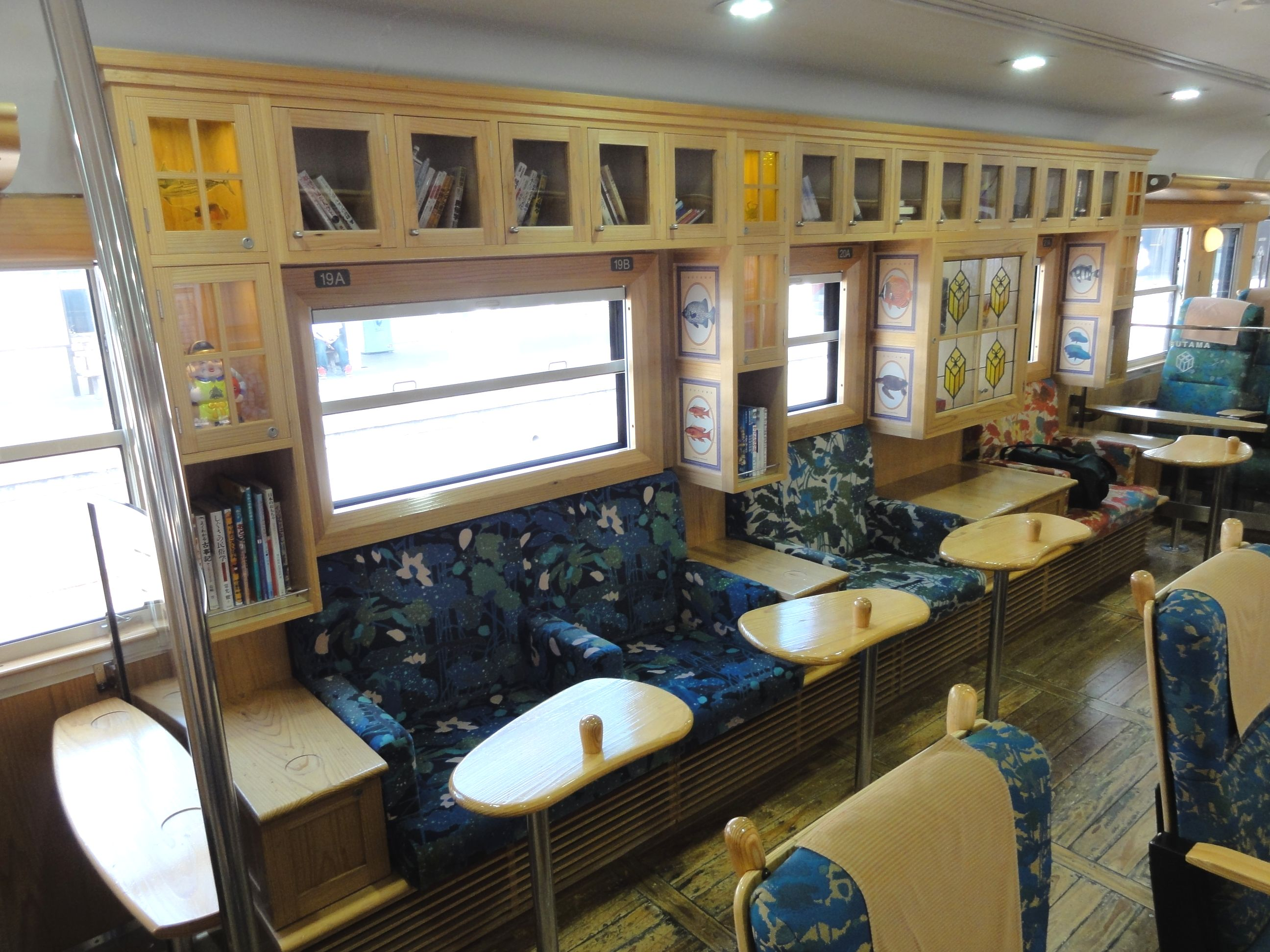
ソファー席

## 快速「なのはな」・特別快速「なのはなDX」
快速「なのはな」は、1992年7月15日に運転を開始し、西鹿児島駅（当時） - 山川駅間で6.5往復が設定された。車両はキハ200系気動車が使用された。
もともと指宿枕崎線では快速「いぶすき」が設定されていた（1988年時点で3往復、うち1本は枕崎駅まで直通）が、これを置き換える形で登場した。
2004年3月13日には、快速「なのはな」のうち日中の4往復が特別快速「なのはなDX」として指定席車両（キハ220-1102）を連結するようになった。ただし指定席車両の予備車がないため、異常時・検査時・特定日は指定席車両なしで運行されていた。
鹿児島中央駅 - 指宿駅間の所要時間は「なのはな」で約65分、「なのはなDX」で約55分であった。

### 停車駅
鹿児島中央駅 - 郡元駅 - 南鹿児島駅 - 宇宿駅 - 谷山駅 - 慈眼寺駅 - 坂之上駅 - （五位野駅） - 平川駅 - 瀬々串駅 - 喜入駅 - 〈薩摩今和泉駅〉 - 〔宮ヶ浜駅〕 - 〈二月田駅〉 - 指宿駅 - 山川駅
- （ ）は「なのはな」の一部列車のみ停車
- 〔 〕は「なのはなDX」の一部列車のみ停車
- 〈 〉は「なのはな」と「なのはなDX」ともに一部の列車のみ停車

### 使用車両
快速「なのはな」はキハ200系気動車が、特別快速「なのはなDX」はキハ200-9 + キハ200-1009（自由席車）およびキハ220-1102（指定席車）の3両は「なのはなDX」専用塗装であったが、2010年現在はほかの車両と同じ塗装に戻されている。指定席車として運用されるキハ220形は1両しかないため、検査時や特定日は快速「なのはな」として運転されていた。
なお、キハ220-1102は2011年10月1日付で熊本車両センターに転出し、2023年にBE220形として事業用車化した。

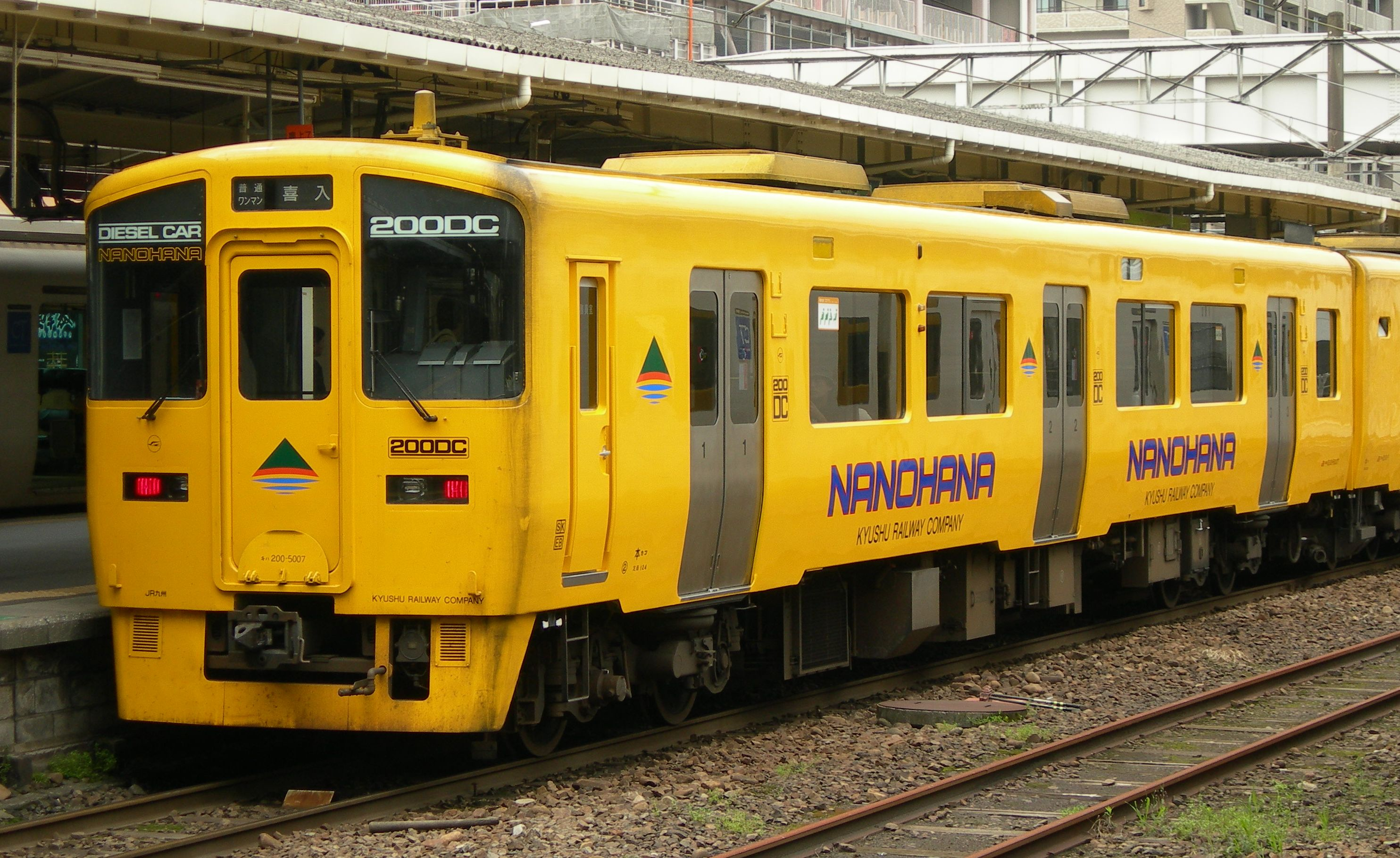
「なのはな」塗装のキハ200形
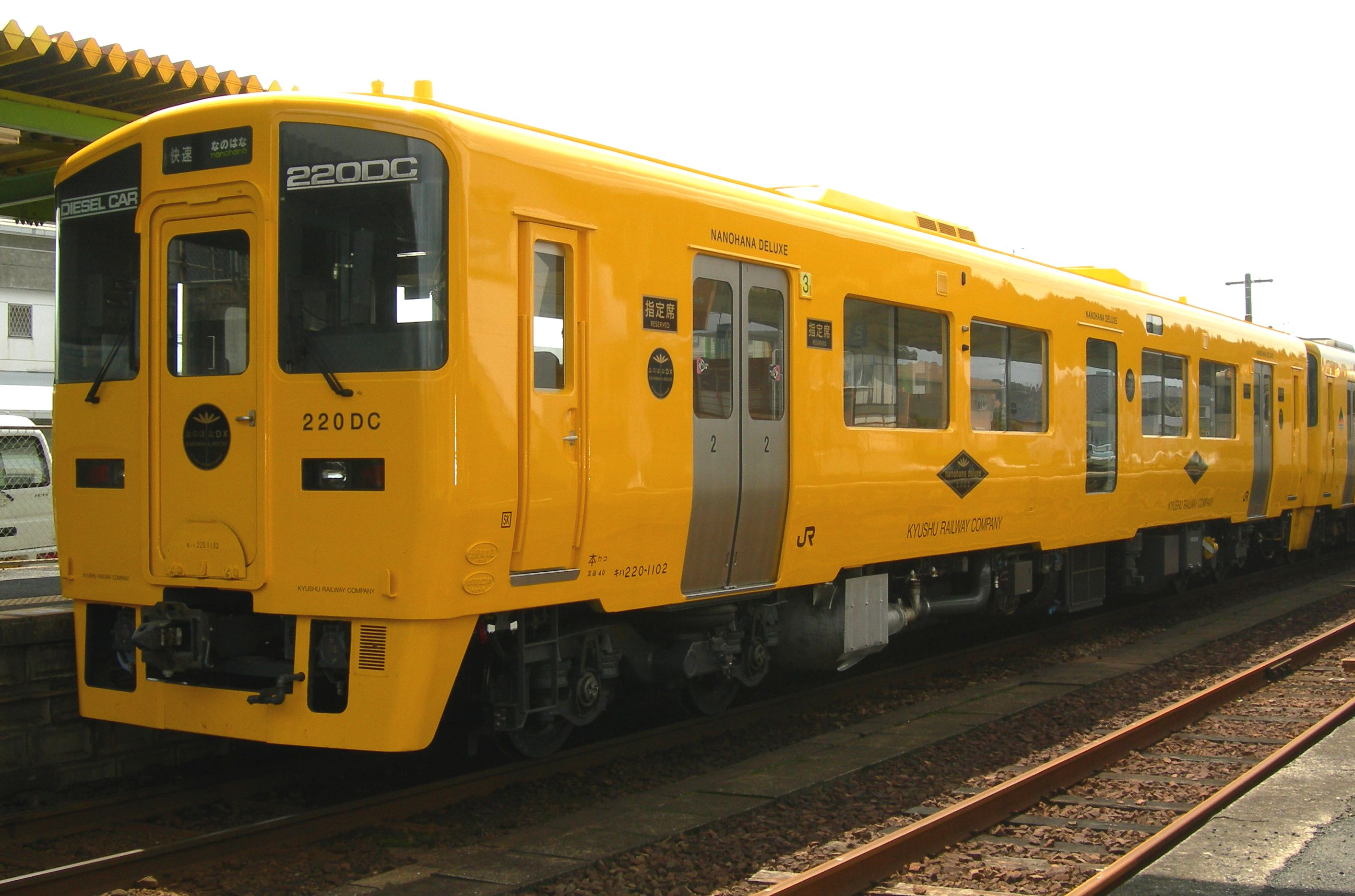
「なのはなDX」用のキハ220形

## 指宿枕崎線優等列車沿革

### 鹿児島県対宮崎県の連絡列車「錦江」

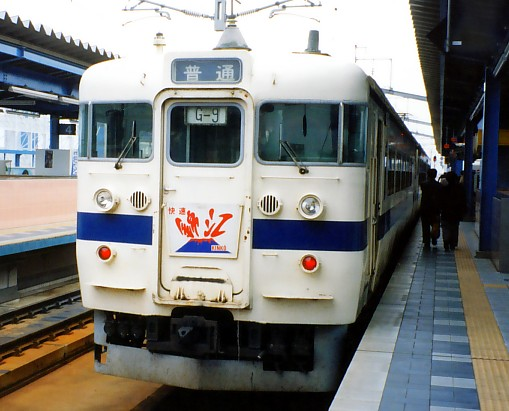
快速「錦江」（1994年3月 宮崎駅）

- 1960年（昭和35年）：西鹿児島駅（現在の鹿児島中央駅） - 山川駅間を指宿枕崎線経由で運行する準急「錦江」（きんこう）が運行開始。
- 1961年（昭和36年）：「錦江」の運転区間を、山川駅 - 宮崎駅間に変更。
- 1966年（昭和41年）：「錦江」を急行列車に格上げ。
- 1968年（昭和43年）：「錦江」の指宿駅発着列車を増発。
- 1975年（昭和50年）：山陽新幹線開通に伴うダイヤ改正により、「青島」・「高千穂」の系統を立て替えて「錦江」を4往復増発。
- 1979年（昭和54年）：日豊本線南宮崎駅 - 鹿児島駅間の電化によるダイヤ改正により、次のように変更。
  1. 「錦江」の2往復に457系・475系電車を投入。
  2. 「錦江」の1往復を特急「にちりん」に変更して1往復を廃止し、指宿枕崎線への乗り入れを1往復にする。
- 1980年（昭和55年）：「錦江」の指宿枕崎線乗り入れ終了。宮崎駅 - 西鹿児島駅間を運転する快速列車に格下げ。これにより指宿枕崎線から優等列車がなくなる。

### 指宿枕崎線の観光特急として
- 2011年（平成23年）3月12日：特別快速「なのはなDX」を廃止し、代替として特急「指宿のたまて箱」を鹿児島中央駅 - 指宿駅間に3往復新設。しかしこの日は東北地方太平洋沖地震による津波警報発令で指宿枕崎線が運休となっていたため、実際の運転開始は翌13日からである[3]。
- 2012年（平成24年）3月19日：元「はやとの風」用のキハ140 2066が予備車・増結車として加わり、3両体制となる[18]。
- 2014年（平成26年）
  - 2月4日：指宿駅 - 枕崎駅で臨時列車として試験的に運行。
  - 6月21日：午前11時5分頃、生見駅 - 薩摩今和泉駅間で、指宿発鹿児島中央行き「指宿のたまて箱2号」が線路内に流入した木および土砂に乗り上げ、1両目のほぼ半分が脱線、乗客・乗員47名中、乗客13名と乗員2名の計15名が負傷[19]。
  - 6月28日：喜入駅 - 指宿駅間の運行再開。「指宿のたまて箱」は引き続き運休し、「指宿のたまて箱」と同じ運転時刻・停車駅で全車自由席の臨時快速列車を運転開始[20]。
  - 7月12日：「指宿のたまて箱」運転再開。
- 2020年（令和2年）5月2日 - 5月6日：新型コロナウイルス感染症対策として、JR九州管内の特急列車全便運休の方針により、期間中の「指宿のたまて箱」を全便運休[21][22]。
- 2021年（令和3年）3月13日：臨時列車化[23][24]。ただし当面の間毎日運転する予定となっている。
- 2022年（令和4年）7月24日：観光キャンペーン「LOVE&MEET by SHINKANSEN」に伴い特別運行を実施。「指宿のたまて箱90号、91号」博多ー門司港間を3両編成で1往復した。又、7月23日に博多駅で内覧会、送り込みの団体列車の運行も実施された。(7月21日鹿児島中央→大分、22日大分→博多、25日博多→大分、26日大分→鹿児島中央) 尚、これらの期間、鹿児島中央ー指宿間の運行はいぶたま1～6号のダイヤで代替の臨時快速(キハ200形クロスシート車2両車掌乗務有り)を運転。
- 2024年（令和6年）3月16日：喜入駅への停車を取りやめ、ノンストップ運転となる[8]。